# Georg Wiesinger

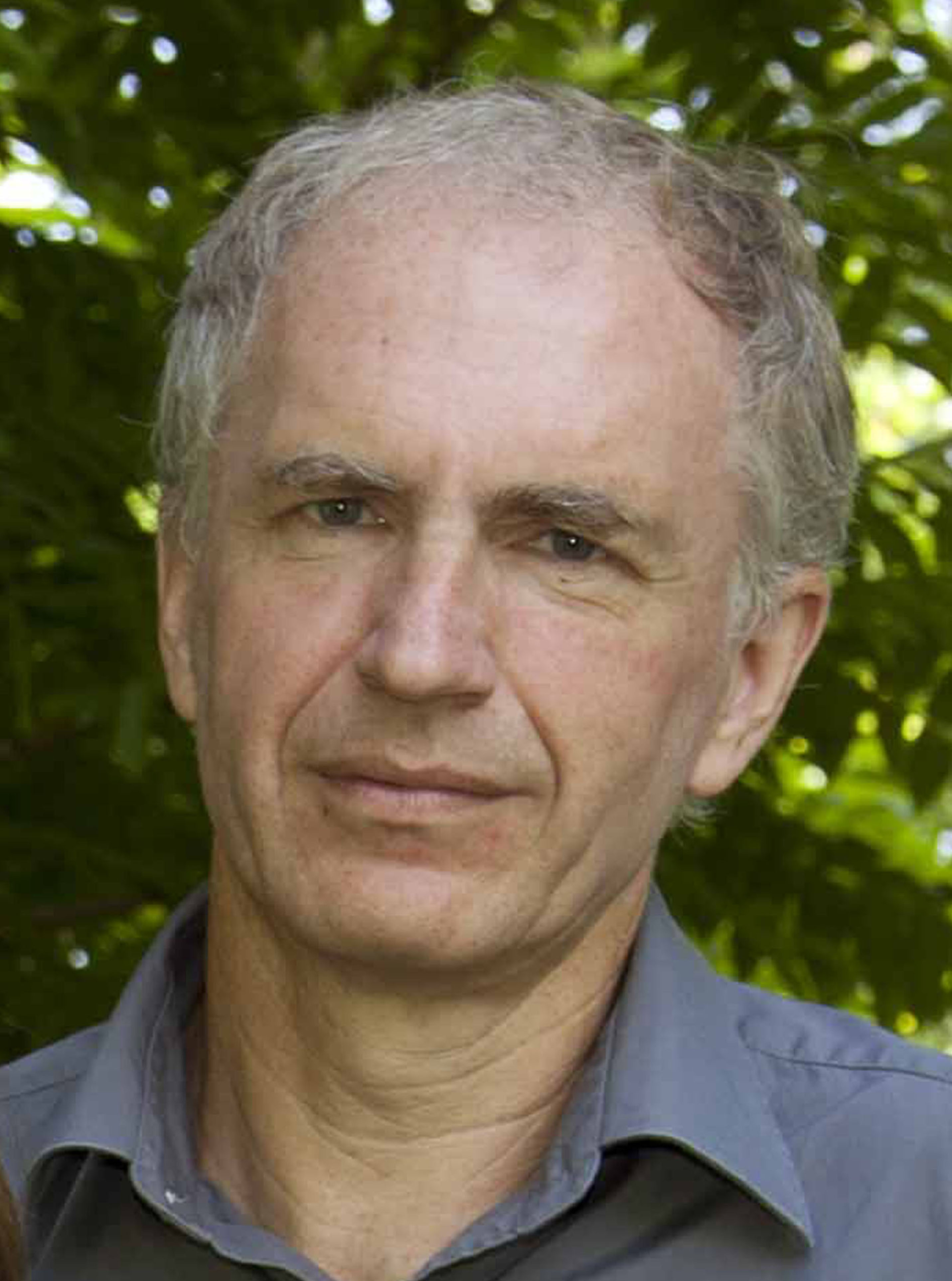
Georg Wiesinger (2012)

Georg Wiesinger (* 7. März 1962 in Steyr) ist ein österreichischer Agrarsoziologe.

## Leben
Georg Wiesinger wuchs gemeinsam mit seiner um ein Jahr jüngeren Schwester auf dem kleinbäuerlichen Betrieb seiner Großeltern in der Gemeinde Geiersberg, Bezirk Ried im Innkreis, auf. Später zog er zu seinen Eltern nach Linz. Dort besuchte er das Bundesrealgymnasium in der Fadingerstraße. Nach der Matura studierte Georg Wiesinger Landwirtschaft, Fachrichtung Pflanzenproduktion, an der Universität für Bodenkultur in Wien. Während seines Studiums engagierte er sich aktiv in der Österreichischen Hochschülerschaft und in der Studentenbewegung. Nebenbei bildete er sich in Soziologie, Philosophie und Orientalistik. Er verbrachte mehrere Monate in Nicaragua, der Türkei und im Iran. 1986 schloss er sein Agrarstudium mit dem akademischen Grad eines Diplomingenieurs ab. 1992 promovierte als externer Hörer an der Universität Wien in Soziologie zum Thema „Modelle einer Behindertenintegration in der Landwirtschaft“. Seit 1989 forscht er als Agrarsoziologe an der Bundesanstalt für Agrarwirtschaft und Bergbauernfragen in Wien.
Seit 2000 ist Georg Wiesinger Schriftführer und Organisator der „Österreichischen Arbeitsgemeinschaft für ländliche Sozialforschung“, seit 2015 gemeinsam mit Markus Schermer vom Institut für Soziologie der Universität Innsbruck Sprecher der Sektion Ländlicher Sozialforschung der Österreichischen Gesellschaft für Soziologie (ÖGS).
Seine Forschungsschwerpunkte liegen bei der ländlichen Armut, sozialen Sicherheit, überbetrieblichen Zusammenarbeit, bäuerlichen Lebenswelten, Sozialkapital und sozialer Netzwerke im ländlichen Raum, Green Care und Sozialer Landwirtschaft.

## Schriften
- Georg Wiesinger: Gute Konzepte am richtigen Ort? Zur Bedeutung des Raums bei der Umsetzung von Sozialprojekten. In: Susanne Elsen u. a.: Perspektiven der Sozialen Landwirtschaft unter besonderer Berücksichtigung der Entwicklungen in Italien Prospettive dell’Agricoltura Sociale con particolare riferimento agli sviluppi in Italia. bu,press Bozen-Bolzano University Press, Bozen 2020, S. 89–116.
- Georg Wiesinger: The Importance of Social Capital in Rural Development. Networking and Decision-Making in Rural Areas. In: Ralph Lützeler (Hrsg.): Rural Areas between Decline and Resurgence. Lessons from Japan and Austria. (= Beiträge zur Japanologie. Veröffentlichungen der Abteilung für Japanologie des Instituts für Ostasienwissenschaften der Universität Wien. Band 46). 2018, S. 79–92.
- Georg Wiesinger, Sigrid Egartner, Oliver Tamme: Gute Konzepte am richtigen Ort? Soziale Landwirtschaft und Sozialkapital in ländlichen Regionen. (= Forschungsbericht. Nr. 70). Bundesanstalt für Bergbauernfragen, Wien 2018.
- Georg Wiesinger: Social Capital in Rural Development, Networking and Decision-Making. In: Elisabeth Kapferer, Isabell Gstach, Andreas Koch, Clemens Sedmak (Hrsg.): Rethinking Social Capital: Global Contributions from Theory and Practice. Cambridge Scholars Publishing, Cambridge, U.K 2017, S. 239–258.
- Georg Wiesinger, Yesra Issak, Fritz Neuhauser, Sigrid Egartner: Integrative Gartenarbeit mit Flüchtlingen. (= Facts & Features. Nr. 55). Bundesanstalt für Bergbauernfragen, Wien 2017.
- Georg Wiesinger: Armut im ländlichen Raum. In: Nikolaus Dimmel, Martin Schenk, Christine Stelzer-Orthofer (Hrsg.): Handbuch Armut in Österreich. 2., vollständig überarbeitete und erweiterte Auflage. Studienverlag, Wien / Innsbruck / Bozen 2014, S. 332–346.
- Georg Wiesinger u. a.: Soziale Landwirtschaft. Situation und Potenziale einer Form der Diversifizierung land- und forstwirtschaftlicher Betriebe in Österreich, Südtirol und Trentino. (= Forschungsbericht. Nr. 66). Bundesanstalt für Bergbauernfragen, Wien 2013.
- Georg Wiesinger, Hilkka Vihinen Marja-Liisa Tapio-Biström, Gábor Szabó: Social Capital: A Dynamic Force against Marginalisation? In: Floor Brouwer, Teunis van Rheenen, Shivcharn S. Dhillion, Anna Martha Elgersma (Hrsg.): Sustainable Land Management. Strategies to Cope with the Marginalisation of Agriculture. Edward Elgar Cheltenham, UK Northampton, MA, USA pp. 197-216 2008.
- Georg Wiesinger: L’importance du capital social dans le développement rural, les réseaux et les prises de décision dans les zones rurales. In: Revue de Géographie Alpine. (RGA) Nr. 4, Paris 2007, S. 29–42.
- Georg Wiesinger, Fritz Neuhauser, Maria Putz: Farming for Health in Austria. Farms, horticultural therapy, animal-assisted therapy. In: Jan Hassink, Majken van Dijk (Hrsg.): Farming for Health. Green-Care Farming Across Europe and the United States of America. Springer. Dordrecht 2006, S. 233–248.
- Georg Wiesinger, Stefan Vogel: Zum Begriff des bäuerlichen Familienbetriebs im soziologischen Diskurs. In: Österreichische Zeitschrift für Soziologie (ÖZS). Nr. 1, Wien 2003, S. 55–76.
- G. Wiesinger, J. R. Crabtree, Th. Dax, P. Fleury, A. Gibon, J Gutierrez Lazpita, D. MacDonald, N. Stamou: Agricultural abandonment in mountain areas of Europe: Environmental consequences and policy response. In: Journal of Environmental Management. Band 59, 2000, S. 47–69.
- Georg Wiesinger: Die vielen Gesichter der ländlichen Armut. Eine Situationsanalyse zur ländlichen Armut in Österreich. (= Forschungsbericht. Nr. 46). Bundesanstalt für Bergbauernfragen, Wien 2000.
- Georg Wiesinger, Ignaz Knöbl, Michael Kogler: Landwirtschaft zwischen Tradition und Moderne. Über den Struktur- und Wertwandel in der österreichischen Landwirtschaft, Bundesanstalt für Bergbauernfragen. (= Forschungsbericht. Nr. 42). Wien 1999.
- Georg Wiesinger: Betriebshilfe als sozialpolitische Einrichtung. Ergebnisse einer empirischen Untersuchung über die Situation der sozialen Betriebshilfe in Österreich. (= Forschungsbericht. Nr. 36). Bundesanstalt für Bergbauernfragen, Wien 1995.
- Georg Wiesinger: Irrsinn und Landleben. Modelle einer Behindertenintegration in der Landwirtschaft. (= Forschungsbericht. Nr. 28). Bundesanstalt für Bergbauernfragen, Wien 1991.